# Hőátadás
A hőátadás, hőközlés, hőátvitel vagy hőcsere az a fizikai folyamat, melynek során egy fizikai rendszer energiát (hőt) ad át a másiknak. A hő leadása közben saját belső energiája csökken, a leadott hőt pedig belső energiájának növekedése közben egy másik rendszer felveszi. A fizikában használt hő fogalma a hőközlés során átadott energia mértékét jelenti.
Hőátadás három alapvető fizikai jelenség útján történik: 
- hővezetés (kondukció) az egymással közvetlenül érintkező elemi részecskék között jön létre
- hőáramlás (konvekció) (pl. levegő segítségével), ami lehet szabad vagy kényszerített (pl. villanymotor ventilátoros hűtése)
- hősugárzás (radiáció), elektromágneses sugárzás (elsősorban infravörös és fénysugarak) formájában

## Ipari alkalmazás
Az iparban a hőközlés általában több, különböző, egymást követő hőátviteli mechanizmus során történik. Hőközlési berendezések alkalmazása gyakori nemcsak az energiaiparban, a hűtőiparban és a fűtő-szellőztető-klímaberendezési iparban, hanem a kémiai iparban is, ahol a reakció hőmérséklet-szabályozása igen fontos, és gyakran vagy a reagens(ek) vagy a termékek halmazállapotát is meg kell változtatni jobb reakcióhozam, vagy megfelelő tárolási viszonyok létrehozása érdekében. Így a berendezések tervezése ezekben az iparágakban dolgozó tervező vagy működtető mérnökök feladata közé tartozik.